# Stad, warm van mensen en dieren
Stad, warm van mensen en dieren is een hoorspel van Ton van Reen. De VARA zond het uit op woensdag 17 juli 1974, van 16:03 tot 16:35. De regisseur was Ad Löbler.

## Rolbezetting
- Joke Hagelen
- Hans Veerman
- Frans Somers
- Herman van Eelen
- Hans Karsenbarg
- Nel Snel
- Janine van Elzakker

## Inhoud
De auteur kijkt op een poëtische manier naar een stad: “Dit is het verhaal van een stad. Een stad, warm van mensen en dieren, huid aan huid levend, elkaar met hun adem bestrijkend.” De belangrijkste straat in zijn stad is de “Driekwartstraat”. Daar speelt zich alles af, gruwelijke en mooie dingen. Alles gebeurt wat in een stad gebeurt. Hij signaleert zonder daar ogenschijnlijk conclusies aan te verbinden: “Een vrouw kapt haren.” “Achter een glasgordijn zitten twee oude mensen samen aan een tijdrad te draaien.” “Een jongen zet een clownsmuts op en steekt vijf vingers uit.” De stad leeft huid aan huid, maar zonder een duidelijk doel. Er wordt wel wat gezegd, maar er wordt niet gepraat, er is geen echt leven…